# سید احمد میرعمادی
سید احمد میرعمادی (زادهٔ ۱ مهر ۱۳۴۰ روستای ارا ، ساری) امام جمعهٔ سابق  خرم‌آباد و نمایندهٔ سابق ولی فقیه در استان لرستان است که در ۲۸ فروردین ۱۳۸۷ از سوی رهبر جمهوری اسلامی ایران به عنوان نماینده ولی فقیه در استان لرستان و امام جمعه خرم آباد جایگزین حسینی میانجی گردید.او در سال ۱۳۹۴ برای انتخابات خبرگان رهبری شرکت کرد ولی صلاحیت او از شورای نگهبان تایید نگردید.